# Karmina
Pour l’article ayant un titre homophone, voir Carmina.
Série
Karmina 2
(2001)
Pour plus de détails, voir Fiche technique et Distribution.
Karmina est une comédie dramatique de Gabriel Pelletier sortie en 1996. Ce film est le premier film québécois faisant appel à des effets spéciaux   et est considéré au Québec comme un film culte.

## Synopsis
Histoire loufoque d'une vampire de Transylvanie qui fuit le château de son père pour ne pas avoir à épouser l'affreux Vlad. Elle va retrouver sa tante qui vit au Québec. Bien que vampire elle aussi, elle a réussi à devenir normale grâce à une potion magique qui comme dans Astérix ne dure qu'un temps limité. La suite du film montre l'apprentissage de la jeune et jolie vampire à sa nouvelle vie de personne normale qui fait face, entre autres, à l'amour.

## Fiche technique
- Titre français : Karmina
- Réalisation : Gabriel Pelletier
- Scénario : Ann Burke, Yves P. Pelletier, Andrée Pelletier et Gabriel Pelletier
- Direction artistique : Normand Sarazin
- Costumes : Denis Sperdouklis
- Dialogues : Yves P. Pelletier
- Montage : Gaëtan Huot
- Musique : Patrick Bourgeois
- Production : Nicole Robert
- Pays d'origine :  Québec,  Canada
- Langue : Français
- Format : Couleurs - Dolby SR
- Genre : Comédie
- Durée : 110 minutes
- Date de sortie : 1er novembre 1996

## Distribution
- Isabelle Cyr : Karmina
- Robert Brouillette : Philippe Morin
- Yves P. Pelletier : Vladimir « Vlad » Sanguinyarz
- France Castel : Esméralda
- Gildor Roy : Ghislain Chabot/Patrick
- Raymond Cloutier : Le Baron
- Sylvie Potvin : La Baronne
- Diane Lavallée : Linda
- Mario Saint-Amand : Pierre Boutin
- Pierre Chagnon : David Forget

## Anecdotes
Le bar  dans lequel Philippe et Pierre sont invités à auditionner est le « Lovecraft », un hommage à l'écrivain de romans d'épouvante H.P. Lovecraft.
Le rôle de Vlad était en premier lieu offert au comédien et animateur Marc Labrèche, qui à cause d'un conflit d'horaire n'a pu accepter. Yves P. Pelletier a pris la relève.

## Récompenses
Le film est récipiendaire de deux Prix Génie : soit celui de la meilleure direction artistique et celui des meilleurs costumes.